# Бенько, Олег Иванович
Олег Иванович Бенько (21 октября 1969, Ленинград) — советский и украинский футболист, защитник. Мастер спорта СССР (1989).

## Биография
Родился в Ленинграде, когда родители из Стрыя поехали проведать старшего брата, служившего в армии.

### Клубная карьера
Воспитанник ДЮСШ г. Стрый и школы-интерната во Львове. Взрослую карьеру начал в 1985 году во второй лиге в составе «Закарпатья», затем играл за «Торпедо» (Луцк) и «СКА Карпаты». В 1990 году по приглашению Евгения Кучеревского перешёл в «Днепр». Дебютный матч в высшей лиге СССР сыграл 1 марта 1990 года против «Ротора». За два сезона сыграл 24 матча в высшей лиге, также принимал участие в матчах еврокубков.
После распада СССР вернулся во Львов и стал играть за «Карпаты». Участник первого матча в истории чемпионатов Украины — 6 марта 1992 года в составе «Карпат» против «Черноморца». Автор первого забитого пенальти «Карпат» в чемпионате страны — 14 июня 1992 года, в ответном матче с «Черноморцем».
В начале 1993 года перешёл в «Волынь», провёл в команде два календарных года. С начала 1995 года выступал в первой лиге за «Буковину», в команде был штатным пенальтистом. В сезоне 1995/96 стал серебряным призёром первой лиги. В 1997 году перешёл в запорожский «Металлург», где получил травму ключицы. На следующий год выступал за «Полесье», дважды получал перелом ноги, и в итоге принял решение завершить профессиональную карьеру. В дальнейшем выступал на любительском уровне за «Скалу» (Стрый), был её играющим тренером.
По состоянию на 2010 год — частный предприниматель. Член «Европейской партии Украины». Женат, две дочери.

### Карьера в сборной
В 1986 году был вызыван Борисом Игнатьевым в состав юношеской сборной СССР (до 16 лет), стал бронзовым призёром юношеского чемпионата Европы в Греции. В 1988 году на чемпионате Европы в Чехословакии стал чемпионом Европы. В 1989 году в составе сборной СССР принимал участие в молодёжном чемпионате мира в Саудовской Аравии. В 1990—1991 годах сыграл два матча в молодёжной сборной СССР в отборочном турнире молодёжного чемпионата Европы.